# Obermauern
Obermauern ist eine Fraktion der Gemeinde Virgen in Osttirol. Sie liegt in einer Höhe von 1.303 Metern und umfasst neben der verzweigten Kernsiedlung auch die Höfe von Budam. In Obermauern wohnten am 1. Jänner 2024 322 Einwohner, womit Obermauern nach dem Hauptort Virgen die bevölkerungsmäßig zweitgrößte Fraktion war.

## Lage
Das Zentrum von Obermauern liegt westlich der Fraktion Göriach und nördlich der Fraktion Niedermauern und wird vom Nilbach durchflossen. Die verzweigte Kernsiedlung ist über eine Straße von Süden an die Virgentaler Landesstraße angeschlossen, zudem bestehen Straßen nach Göriach, Marian und Budam. Budam liegt in einer Höhe von 1.563 Metern und umfasst neben einer Kapelle zwei Höfe, welche die höchsten besiedelten Punkte der Gemeinde bilden.

## Kultur und Sehenswürdigkeiten

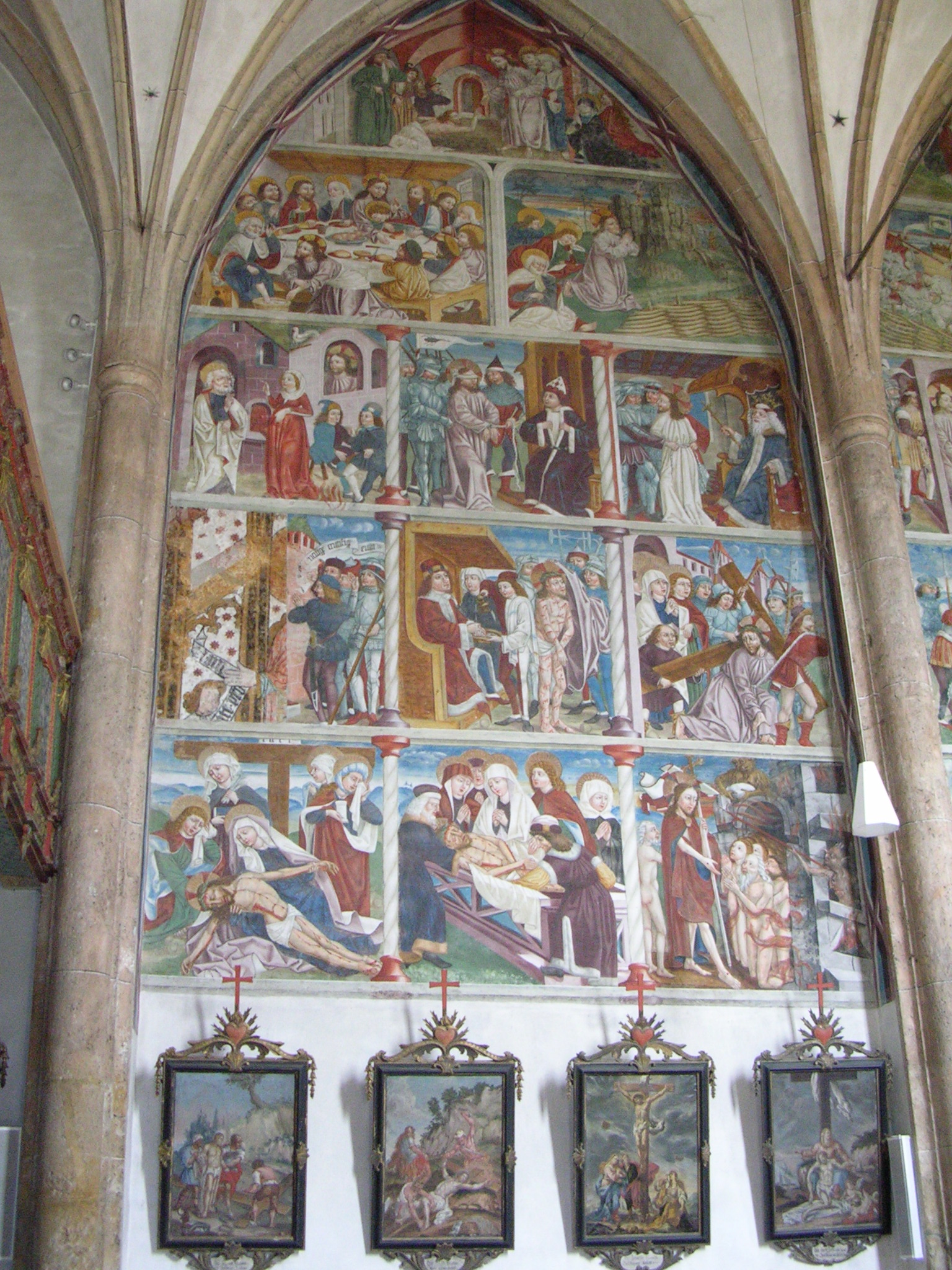
Fresko in der Wallfahrtskirche Obermauern

- Katholische Wallfahrtskirche Obermauern Unsere liebe Frau Maria Schnee: Der spätgotische Bau wurde um 1456 errichtet, beinhaltet jedoch auch frühgotische und möglicherweise noch ältere Bauteile einer Vorgängerkirche. Ihre besondere Bedeutung erhielt die Wallfahrtskirche auch durch den reichen, gotischen Freskenschmuck mit dem Passionszyklus. Weitere Fresken zeigen die Kindheitsgeschichte Jesu, Szenen aus dem Leben seiner Mutter Maria und das Martyrium des heiligen Sebastian.
- Kapelle Budam: Die Kapelle von Budam befindet sich erhöht über den beiden Bauernhöfen.